# Крузейро-ду-Сул
Крузейро-ду-Сул (порт. Cruzeiro do Sul) — міська громада у однойменному регіоні бразильського штату Акрі. Населення — 82 622 мешканці (станом на 2017 рік). Розташований у середній течії річки Журуа.

## Клімат
Громада знаходиться у зоні, котра характеризується мусонним кліматом. Найтепліший місяць — січень із середньою температурою 25.3 °C (77.5 °F). Найхолодніший місяць — липень, із середньою температурою 23.8 °С (74.8 °F).
| Клімат Крузейро-ду-Сул  | Клімат Крузейро-ду-Сул | Клімат Крузейро-ду-Сул | Клімат Крузейро-ду-Сул | Клімат Крузейро-ду-Сул | Клімат Крузейро-ду-Сул | Клімат Крузейро-ду-Сул | Клімат Крузейро-ду-Сул | Клімат Крузейро-ду-Сул | Клімат Крузейро-ду-Сул | Клімат Крузейро-ду-Сул | Клімат Крузейро-ду-Сул | Клімат Крузейро-ду-Сул | Клімат Крузейро-ду-Сул |
| Показник                | Січ.                   | Лют.                   | Бер.                   | Квіт.                  | Трав.                  | Черв.                  | Лип.                   | Серп.                  | Вер.                   | Жовт.                  | Лист.                  | Груд.                  | Рік                    |
| Абсолютний максимум, °C | 36,6                   | 35,8                   | 36,6                   | 38                     | 34,8                   | 36                     | 35,3                   | 36,2                   | 36                     | 36,8                   | 37,8                   | 35,5                   | 38                     |
| Середній максимум, °C   | 31                     | 30,7                   | 31                     | 30,8                   | 30,5                   | 30,3                   | 30,7                   | 31,7                   | 32                     | 31,8                   | 31,4                   | 31,2                   | 31,1                   |
| Середня температура, °C | 25,3                   | 25,1                   | 25,1                   | 24,9                   | 24,7                   | 24                     | 23,8                   | 24,7                   | 25                     | 25,2                   | 25,2                   | 25,2                   | 24,9                   |
| Середній мінімум, °C    | 20,2                   | 20                     | 19,9                   | 19,6                   | 19                     | 17,7                   | 16,9                   | 17,6                   | 18,5                   | 19,3                   | 19,7                   | 19,8                   | 19                     |
| Абсолютний мінімум, °C  | 10,7                   | 10,1                   | 10                     | 11,3                   | 10                     | 6,2                    | 7,1                    | 6,9                    | 6,8                    | 8,1                    | 9,2                    | 10,3                   | 8,7                    |
| Норма опадів, мм        | 241                    | 246                    | 272                    | 235                    | 133                    | 91                     | 55                     | 77                     | 140                    | 206                    | 215                    | 218                    | 2128                   |
| Вологість повітря, %    | 87                     | 87.4                   | 87.7                   | 88.6                   | 87.5                   | 86.6                   | 84.2                   | 82.4                   | 85.1                   | 85.7                   | 86.2                   | 85.9                   | 86.2                   |
| ----------------------- | ---------------------- | ---------------------- | ---------------------- | ---------------------- | ---------------------- | ---------------------- | ---------------------- | ---------------------- | ---------------------- | ---------------------- | ---------------------- | ---------------------- | ---------------------- |
| Джерело: Weatherbase    |                        |                        |                        |                        |                        |                        |                        |                        |                        |                        |                        |                        |                        |